# Madroñal
Madroñal ist ein westspanischer Ort und eine Gemeinde (municipio) mit 135 Einwohnern (Stand: 2024) in der Provinz Salamanca in der Autonomen Gemeinschaft Kastilien-León. 

## Etymologie
Madroñal ist der spanische Name des Erdbeerbaums.

## Lage und Klima
Madroñal liegt etwa 88 Kilometer südsüdwestlich von Salamanca in einer Höhe von gut 630 m inmitten des Parque Natural de las Batuecas y Sierra de Francia. 
Das Klima ist gemäßigt bis warm; Regen (ca. 696 mm/Jahr) fällt hauptsächlich im Winterhalbjahr.

## Bevölkerungsentwicklung
| Jahr      | 1970 | 1981 | 1991 | 2001 | 2011 | 2021 |
| Einwohner | 251  | 188  | 177  | 171  | 157  | 136  |

Der Bevölkerungsrückgang seit den 1950er Jahren ist im Wesentlichen auf die Mechanisierung der Landwirtschaft, die Aufgabe von bäuerlichen Kleinbetrieben und den damit einhergehenden Verlust an Arbeitsplätzen zurückzuführen.

## Sehenswürdigkeiten
- Heilig-Kreuz-Kirche (Iglesia de Santa Cruz)
- Christuskapelle

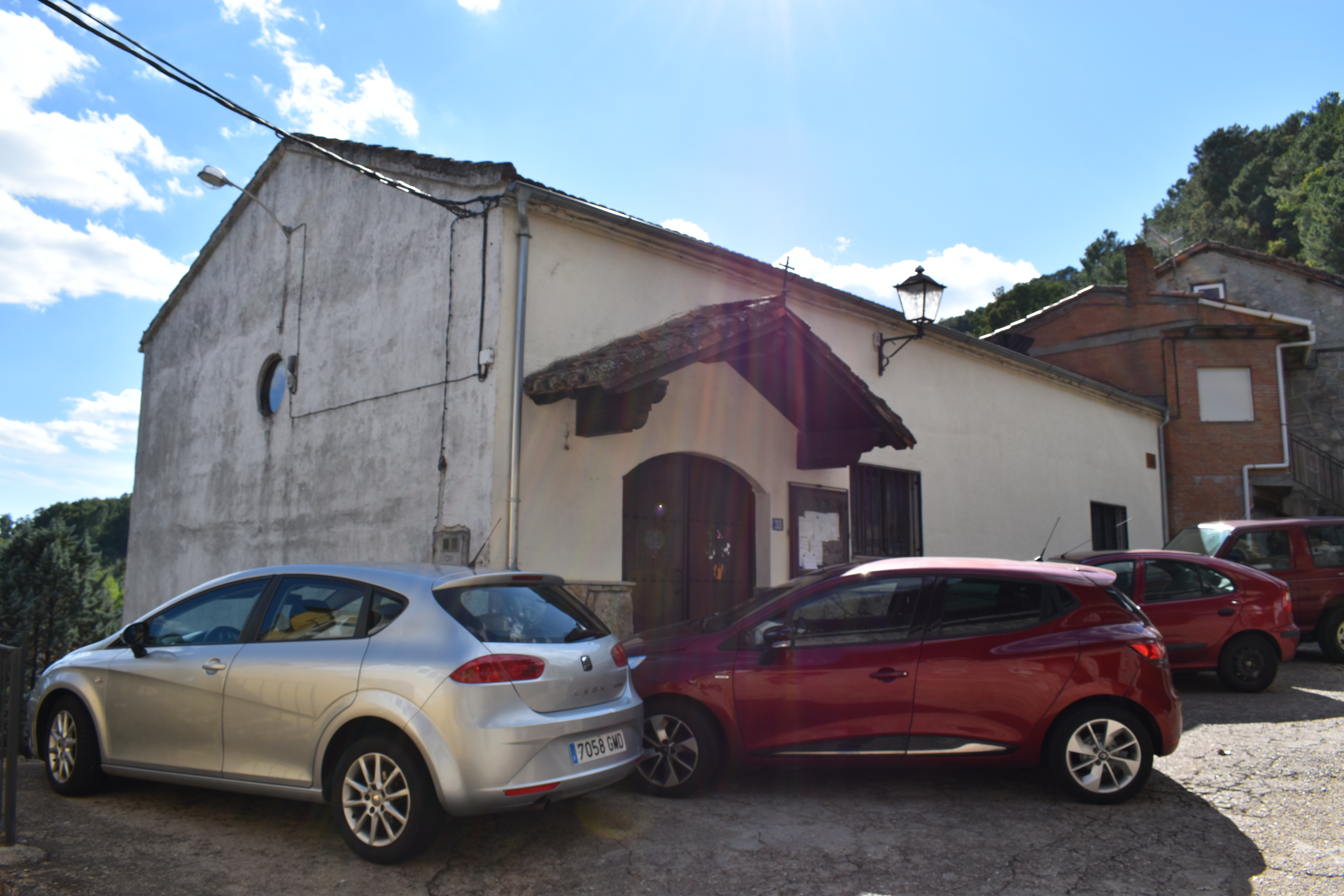
Heilig-Kreuz-Kirche
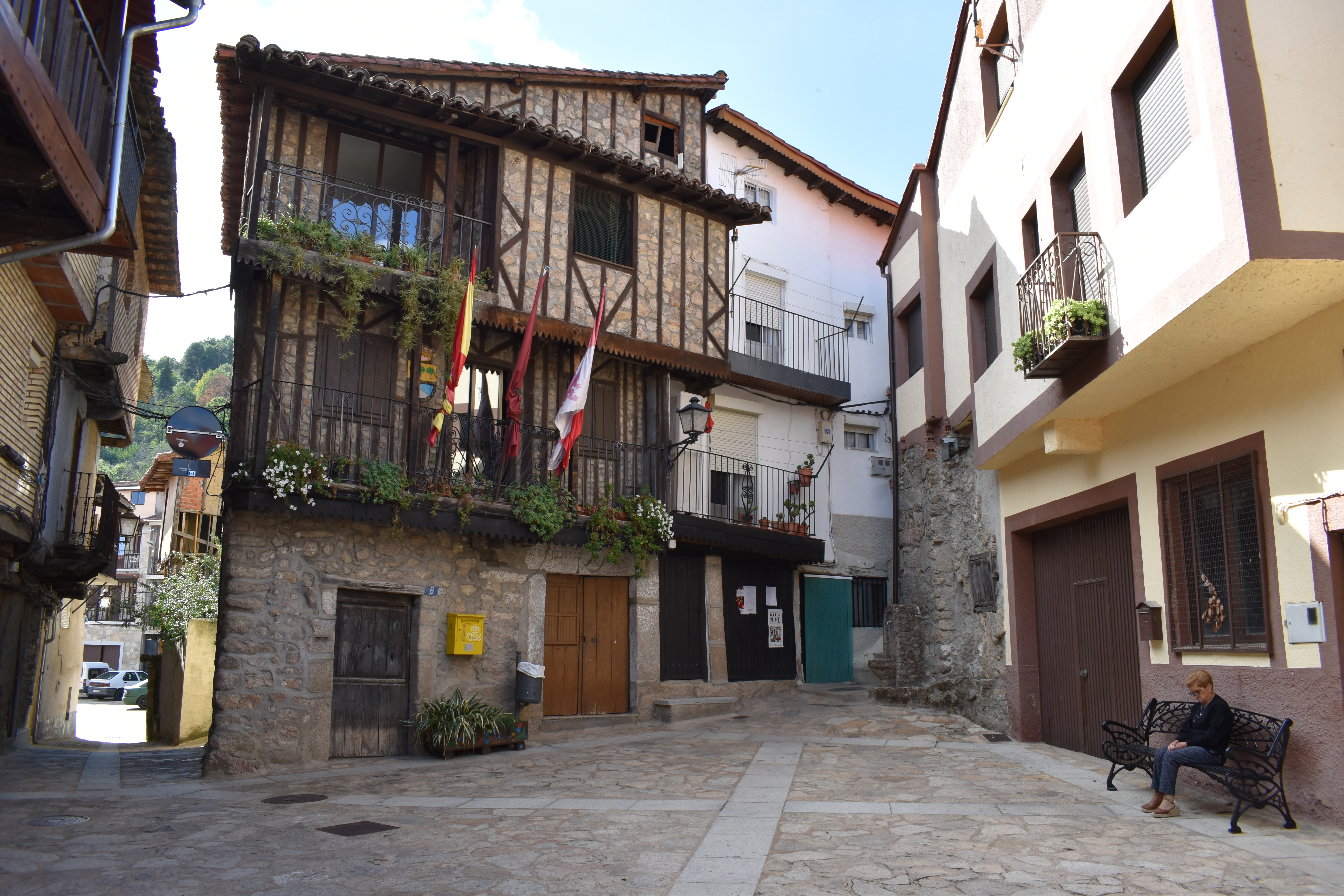
Rathaus